# Borzicactus neoroezlii
Borzicactus neoroezlii es una especie de planta suculenta perteneciente al género Borzicactus, dentro de la familia Cactaceae. Es endémica de Perú.

## Descripción
Borzicactus neoroezlii es una especie de cactus arbustivo que presenta tallos verticales o semipostrados de color verde. Llega a medir hasta 80 cm de largo y de 4 a 5 cm de diámetro.
Sus tallos presentan de 15 a 17 costillas redondeadas que se dividen en tubérculos mediante surcos más o menos claros. En ellos se sitúan las areolas, con espinas de 0,5 a 3 cm de largo.
Las flores surgen lateralmente en las parte superior de los tallos, son tubulares y de color rojo. Miden hasta 9 cm de largo y de 4,5 a 5 cm de diámetro. Los frutos llegan a medir hasta 1,5 cm.

## Distribución y hábitat
El área de distribución nativa de esta especie es Perú (Piura) y crece principalmente en biomas desérticos o de matorrales secos.

## Taxonomía
Borzicactus neoroezlii fue descrita por el botánico alemán Friedrich Ritter y publicada por primera vez en la revista científica Kakteen und andere Sukkulenten 12: 55 en 1961.

Etimología
- Borzicactus: nombre genérico formado a partir del prefijo borzi- (que hace referencia al botánico Antonino Borzì (1852-1921), director del jardín botánico de Palermo) y kaktos (que significa ‘cardo’ o ‘planta espinosa’), en alusión al cuerpo esférico y espinoso que presentan las especies de este género.[3]
- neoroezlii: epíteto específico que deriva de dos palabras: el prefijo neo- (que proviene del griego neos (νέος), que significa "nuevo" o "reciente") y el apellido Roezl, que hace referencia al coleccionista botánico bohemio Benedikt Roezl (1824-1885). Se trata de un nuevo nombre para Cleistocactus roezlii para evitar la homonimia con Borzicactus roezlii (= Borzicactus sepium). [4]

## Estado de conservación
En la Lista Roja de Especies Amenazadas de la UICN, la especie está clasificada como "En Peligro (EN)".

## Usos
Se cultiva principalmente como planta ornamental y su propagación se realiza normalmente a través de esquejes o semillas.